# Fiesta Falsa
Fiesta Falsa es una película chilena del año 2013. Dirigida por Daniel Peralta, protagonizada por Tomás Verdejo, María José Bello, Natalia Reddersen, Fernando Mena, Cristóbal Valenzuela y Jorge Arecheta. Con música de Diego Peralta.

## Sinopsis
Álvaro, un profesor universitario, un tipo joven, que ha descuidado su salud, comenzará a reencontrase con sus motivaciones y amistades que abandonó tiempo atrás por estar en una larga relación amorosa que lo dejó en una cierta pausa. Ahora que esta sólo, tratará de encontrar la verdadera fiesta, su fiesta.

## Reparto
- Tomás Verdejo como Álvaro Infestas.
- María José Bello como Bárbara.
- Natalia Reddersen como Carolina.
- Fernando Mena como Felipe.
- Cristóbal Valenzuela como Cristian.